# Волнолом

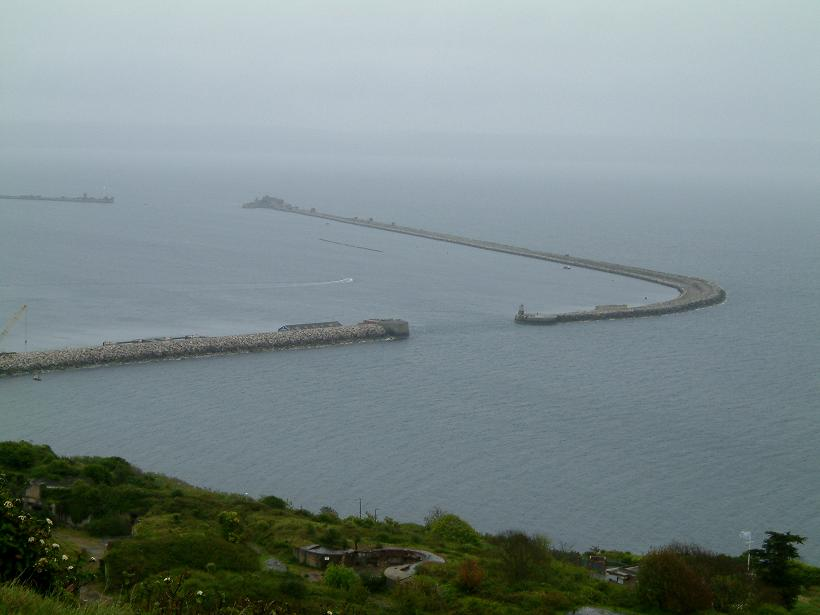
Волнолом в гавани Портленда

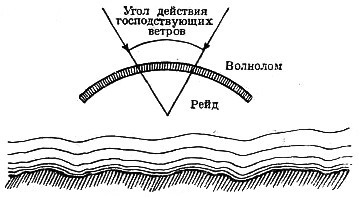
Рисунок из статьи «Брекватер» 1-го издания Большой советской энциклопедии

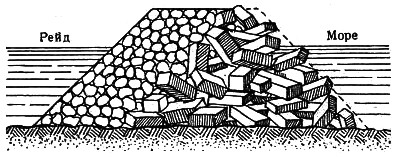
Рисунок из статьи «Брекватер» 1-го издания Большой советской энциклопедии

Волнолом, волнорез или бреква́тер (устар. от англ. breakwater break — ломать и water — вода), больверк — гидротехническое сооружение на воде (в море, в океане, водохранилище или реке), предназначенное для защиты береговой линии или акватории порта от цунами, течений льда и наносов. 
В другом источнике указано что бреква́тер — мол, насыпь, плотина, гребля, запруда в море, для удержания напора волн на рейд или гавань; бурестой, волнолом, за́тишь, зату́лье, за́стень, оплот. От мола отличается тем, что не примыкает к берегу.

## Классификация
По материалу изготовления брекватеры (морские дамбы) различали по признаку на деревянного или каменного заграждения.
Различают волноломы гравитационного типа, свайные, плавучие, гидравлические, пневматические, оградительные (окружённые водным пространством) и берегозащитные (расположенные непосредственно у берега).
Волноломы гравитационного типа подразделяются на откосные, в виде вертикальной стенки и смешанные. Каждый вид сооружается несколькими способами. Например, волноломы типа вертикальной стенки возводят из оболочек большого диаметра, массивов-гигантов, кладки бетонных массивов. Последние могут быть возведены из двух видов блоков-параллелепипедов. Существуют сотни схем компоновок, каждая из которых описывается формулой кладки особого вида.